# Brazzaville
Brazzaville es la capital y ciudad más poblada de la República del Congo. Está ubicada al lado del río Congo, en su orilla derecha, justo enfrente de Kinsasa, capital de la República Democrática del Congo. Aproximadamente un tercio de la población de la República del Congo vive en la capital, siendo a su vez, el centro administrativo y financiero del país. En 2015 tenía 1 696 392 habitantes, 2 250 000 si se cuenta toda la aglomeración urbana. Su actual gobernador es Christian Roger Okemba, del Partido Congoleño del Trabajo.

## Toponimia
El prefijo “Brazza” proviene del apellido del conde italiano Pierre Savorgnan de Brazza, que trabajó en expediciones de exploración al servicio de Francia, atribuyéndose a la fundación de la localidad.
El topónimo Brazzaville tiene involuntariamente el significado literal de “Ciudad del Brazo Armado”. El apellido Brazza se refiere al pueblo de Brazzacco, en el municipio italiano de Moruzzo, cuyo nombre deriva del latín bracchium, que significa “brazo armado”.

## Geografía
Brazzaville está localizada en las coordenadas 4°16′S 15°17′E / -4.267, 15.283 . Con el objetivo de distinguir entre los dos países africanos que en su nombre llevan la palabra "Congo", la República del Congo frecuentemente es denominada como Congo-Brazzaville en oposición a Congo-Kinsasa (la República Democrática del Congo también conocida como Zaire entre los años 1971 al 1997 cuya capital es Kinsasa).
Kinsasa descansa en la margen sur del río Congo justo en frente de Brazzaville y éste es el otro lugar en el mundo, donde dos capitales nacionales están situadas en los márgenes opuestos de un mismo río. Buenos Aires y Montevideo, capitales de Argentina y Uruguay respectivamente, en Sudamérica, se encuentran también en márgenes opuesta del Río de la Plata. Como curiosidad, se tratan de las dos capitales nacionales del mundo que más cerca se encuentran la una de la otra.
Brazzaville está situada en el interior del continente africano a 506 km de distancia del océano Atlántico y al sur del Ecuador. La ciudad es relativamente plana y se encuentra a una altitud de 317 m s. n. m. rodeada además por una enorme sabana.

## Historia

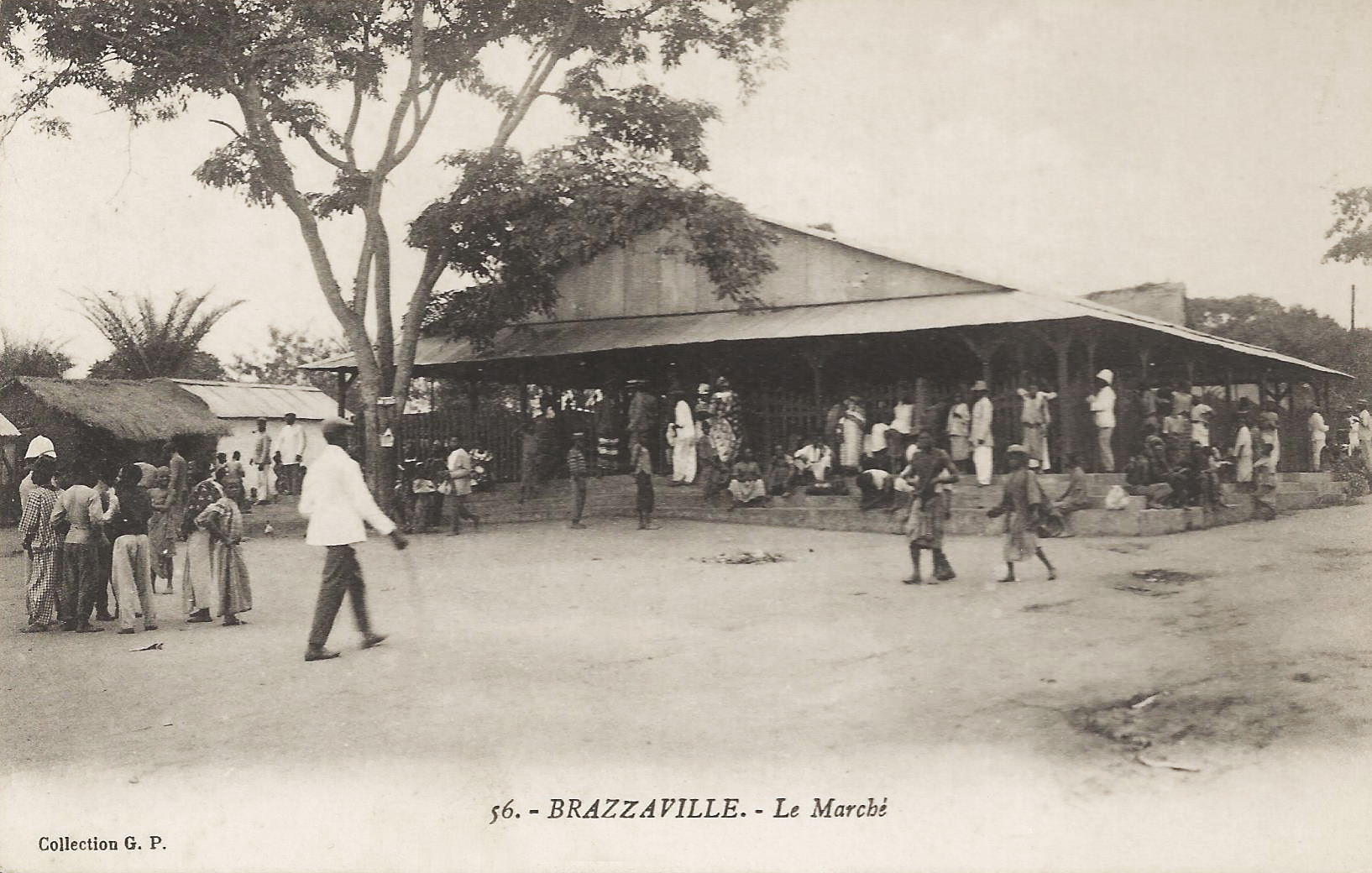
Mercado de Brazzaville en 1905.

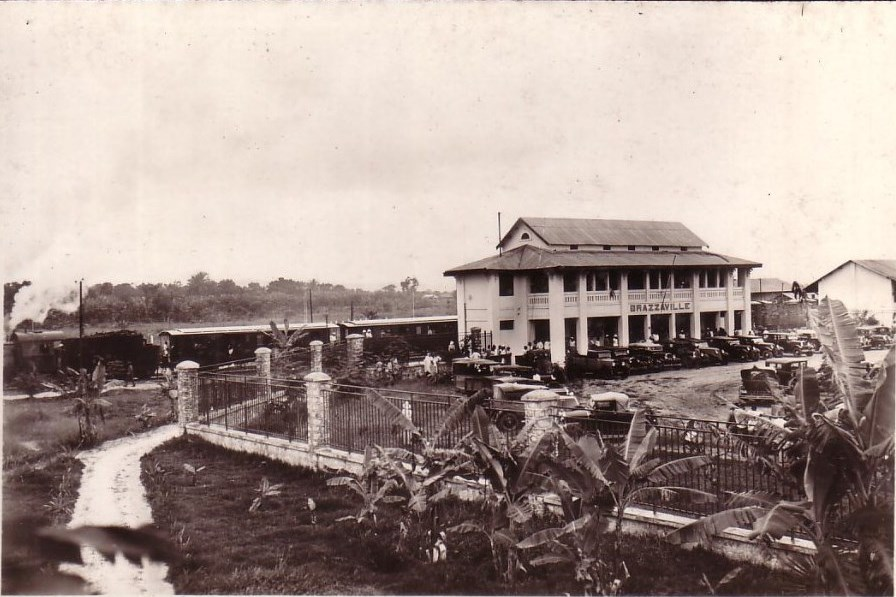
Estación de Brazzaville en 1941.

La ciudad fue fundada en 1880 en el lugar donde anteriormente se situaba una aldea llamada Ntamo, y su fundador fue el conde italiano Pierre Savorgnan de Brazza, que trabajaba en las expediciones de exploración al servicio de Francia. La ciudad tomó su nombre, y su fundación se consideró el inicio de la colonia del Congo Francés. Rápidamente Brazzaville pasó a ser la capital de la colonia del África Ecuatorial Francesa (1910). Entre 1921 y 1934 se construyó un enlace ferroviario con Pointe-Noire, y, durante su construcción murieron 23 mil africanos.
Al inicio de la ocupación alemana de Francia, la ciudad y el resto de la colonia estaban alineadas con la Francia de Vichy de Pétain, sin embargo una rápida campaña militar de la Francia Libre a inicios de octubre de 1940 cambió de manos el territorio. Charles De Gaulle se trasladó a Brazzaville donde creó, el 27 de octubre de 1940, el Conseil de défense de l'Empire (Consejo de Defensa del Imperio), el órgano de decisión de la Francia Libre. El 16 de noviembre, De Gaulle publicó en el Journal Officiel de la France libre, en Brazzaville (convertida en capital eventual de la Francia Libre), una declaración oficial en la que impugna la constitucionalidad y la legitimidad del régimen de Vichy.
En 1944 Brazzaville acogió la reunión entre los representantes de la Francia Libre y los de las colonias africanas francesas en lo que se conoce como la Conferencia de Brazzaville. De este encuentro salió la Declaración de Brazzaville, que intentaba redefinir las relaciones entre la metrópoli y sus colonias después de la Segunda Guerra Mundial.
Tras la independencia de la República del Congo, lograda el 15 de agosto de 1960, la ciudad se convirtió en la capital del país. Fulbert Youlou se convirtió en el primer presidente, hasta que un motín de tres días provocado por sectores laboristas y rivales políticos franceses provocó su derrocamiento. El papel que Francia jugó en este golpe de Estado fue decisivo ya que no les interesaba que un político africano luchara por lo que es suyo, proclamando la independencia en el país y devolviendo sus derechos al pueblo africano. De esta forma, el ejército tomó el poder brevemente e instaló un gobierno provisional civil encabezado por Alphonse Massamba-Débat, una figura que sin duda agradaba a los franceses pues tenían un político títere al que poder manejar y con Fulbert Youlou ello era impensable.
Los primeros Juegos Panafricanos se realizaron en Brazzaville, en 1965, los cuales se disputaron bajo fuertes medidas de seguridad.
En los años 1990 la ciudad sufrió importantes éxodos de población con motivo de las guerras civiles que ensangrentaron el país. En 1997, las fuerzas del entonces presidente Pascal Lissouba, rodearon a las fuerzas rebeldes de Denis Sassou-Nguesso en Brazzaville. Después de cuatro meses de duros combates, se proclamó un alto al fuego en diciembre, pero para entonces la ciudad había sido destruida parcialmente. El cierre del ferrocarril Brazzaville-Pointe-Noire debido a la guerra, cortó una arteria vital de Brazzaville, lo que incrementó el número de habitantes que escaparon de la ciudad.

## Demografía
Según el censo de 2007, la ciudad tenía una población de 1,37 millones. La proyección del CNSEE (centro nacional de estadísticas) estimó un aumento a 1,7 millones para 2015, pero la proyección se hizo antes de 2007 y se basó en una estimación de población menor (1,26 millones) que la registrada en el censo.
La estimación de la División de Población de las Naciones Unidas para 2014 es de 1,83 millones, para ese entonces, su contraparte de la República Democrática del Congo,  Kinshasa, tenía más de 10 millones de habitantes.
Junto con Kinshasa, la conurbación combinada de Kinshasa-Brazzaville tiene unos 12 millones de habitantes. Los importantes desafíos políticos y de infraestructura impiden que las dos ciudades funcionen con una conexión significativa.
Desde mediados del siglo XIX, las dos ciudades han sido rivales en comercio, deportes y poder. Ha habido propuestas para conectar las dos capitales mediante un puente Brazzaville-Kinshasa. En 2018, con una paz relativa restablecida en la región, el Banco Africano de Desarrollo y Africa50 firmaron un acuerdo con ambos gobiernos para desarrollar el proyecto.

## Clima
| Parámetros climáticos promedio de Brazzaville | Parámetros climáticos promedio de Brazzaville | Parámetros climáticos promedio de Brazzaville | Parámetros climáticos promedio de Brazzaville | Parámetros climáticos promedio de Brazzaville | Parámetros climáticos promedio de Brazzaville | Parámetros climáticos promedio de Brazzaville | Parámetros climáticos promedio de Brazzaville | Parámetros climáticos promedio de Brazzaville | Parámetros climáticos promedio de Brazzaville | Parámetros climáticos promedio de Brazzaville | Parámetros climáticos promedio de Brazzaville | Parámetros climáticos promedio de Brazzaville | Parámetros climáticos promedio de Brazzaville |
| Mes                                           | Ene.                                          | Feb.                                          | Mar.                                          | Abr.                                          | May.                                          | Jun.                                          | Jul.                                          | Ago.                                          | Sep.                                          | Oct.                                          | Nov.                                          | Dic.                                          | Anual                                         |
| --------------------------------------------- | --------------------------------------------- | --------------------------------------------- | --------------------------------------------- | --------------------------------------------- | --------------------------------------------- | --------------------------------------------- | --------------------------------------------- | --------------------------------------------- | --------------------------------------------- | --------------------------------------------- | --------------------------------------------- | --------------------------------------------- | --------------------------------------------- |
| Temp. máx. media (°C)                         | 31                                            | 32                                            | 33                                            | 33                                            | 32                                            | 29                                            | 28                                            | 29                                            | 31                                            | 32                                            | 31                                            | 31                                            | 31                                            |
| Temp. mín. media (°C)                         | 21                                            | 21                                            | 21                                            | 22                                            | 21                                            | 18                                            | 17                                            | 18                                            | 20                                            | 21                                            | 21                                            | 21                                            | 20                                            |
| Lluvias (mm)                                  | 135                                           | 145                                           | 196                                           | 196                                           | 159                                           | 8                                             | 3                                             | 3                                             | 30                                            | 119                                           | 222                                           | 142                                           | 1358                                          |
| Días de lluvias (≥ 1 mm)                      | 11                                            | 11                                            | 12                                            | 16                                            | 12                                            | 1                                             | 0                                             | 1                                             | 5                                             | 11                                            | 16                                            | 15                                            | 111                                           |
| Horas de sol                                  | 124                                           | 140                                           | 155                                           | 150                                           | 155                                           | 120                                           | 124                                           | 155                                           | 120                                           | 155                                           | 150                                           | 124                                           | 1672                                          |
| Fuente: BBC Weather                           |                                               |                                               |                                               |                                               |                                               |                                               |                                               |                                               |                                               |                                               |                                               |                                               |                                               |

## Economía
La ciudad posee astilleros, fábricas de material ferroviario, industrias agroalimentarias, industrias químicas y jaboneras. Es el principal centro político y cultural del país. En términos económicos, la actividad empresarial se muestra más dinámica en Pointe-Noire, ciudad petrolera situada en la costa atlántica, a unos 500 kilómetros de Brazzaville.
En la ciudad se encuentra emplazado el aeropuerto de Maya-Maya, el más importante del país.

## Educación
La Universidad Marien-Ngouabi era la única universidad pública de todo el país hasta la apertura en 2020 de la segunda universidad situada en la comuna de Kintele, llamada Universidad Denis Sassou Nguesso (llamada así por el actual presidente de la República del Congo). También se construirá próximamente la Universidad Interestatal (Congo-Camerún) de Ouesso.

## Transporte
El principal medio de transporte es el autobús, cuya flota está formada por Toyota Coaster y Toyota HiAce. Son operados por empresas privadas. 
Los taxis y los taxis colectivos, conocidos como 100-100. Hacen viajes de ida y vuelta en determinadas rutas.
Los taxis y autobuses, así como los vehículos de mercancías, son fácilmente reconocibles. Todos estos vehículos son verdes en la parte inferior y blancos en la superior. Los taxis representan alrededor del 70% de los vehículos que circulan por las carreteras de Brazzaville.

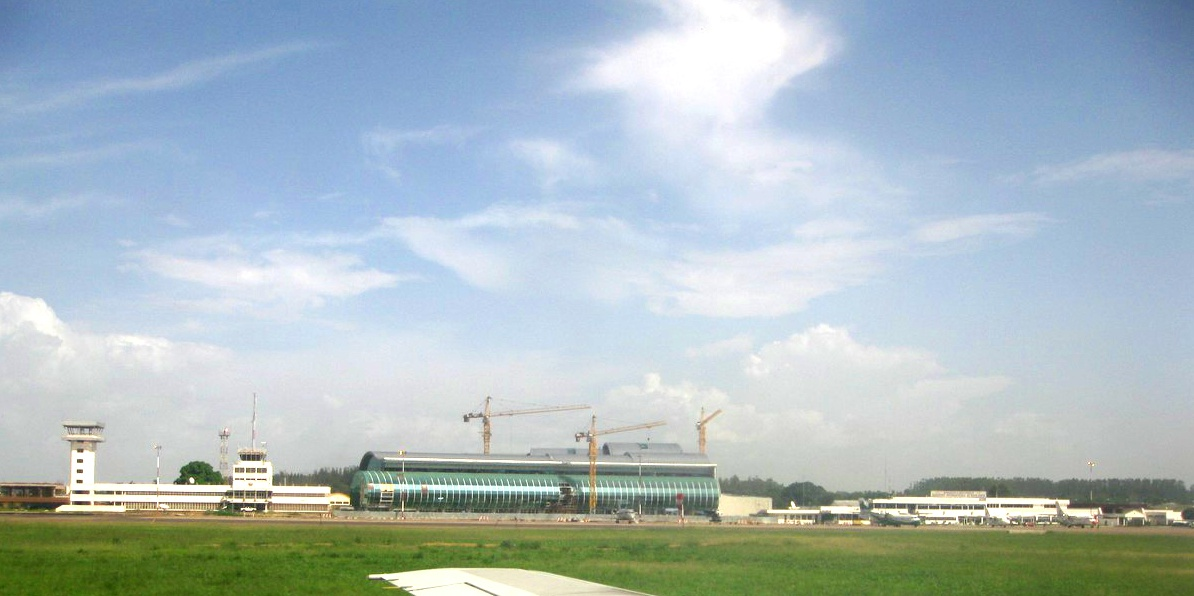
Vista del Aeropuerto Internacional Maya-Maya.

La ciudad está conectada por transporte aéreo con el Aeropuerto Internacional Maya-Maya. código AITA: BZV.
Brazzaville está a 512 km de Pointe-Noire, la segunda ciudad congoleña, por carretera. Brazzaville y Pointe-Noire también están conectadas por el Ferrocarril Congo-Océano.

## Edificios e instituciones
Entre los edificios más destacados de la ciudad se encuentra la Basílica de Santa Ana con sus peculiares techos de color verde y que fue construida en 1949 por Roger Erell. El mismo Erell fue el diseñador de una casa en la ciudad para Charles de Gaulle. Otros edificios importantes son la Torre Nabemba y el Palacio de Congresos de la ciudad. Además también son destacables el Mausoleo de Marien Nguouabi, el Zoo de Brazzaville y la Escuela de pintura de Poto-Poto.
En cuanto a las instituciones cabe destacar que la oficina para África de la Organización Mundial de la Salud tiene su sede en Brazzaville en la zona de la Cité du Djoué.
En 2005 se inició la construcción de una gran mezquita, ya que el 2% de la población de la República del Congo es musulmana.

## Distritos
La ciudad está dividida en nueve distritos (arrondisements).

### Makélékélé

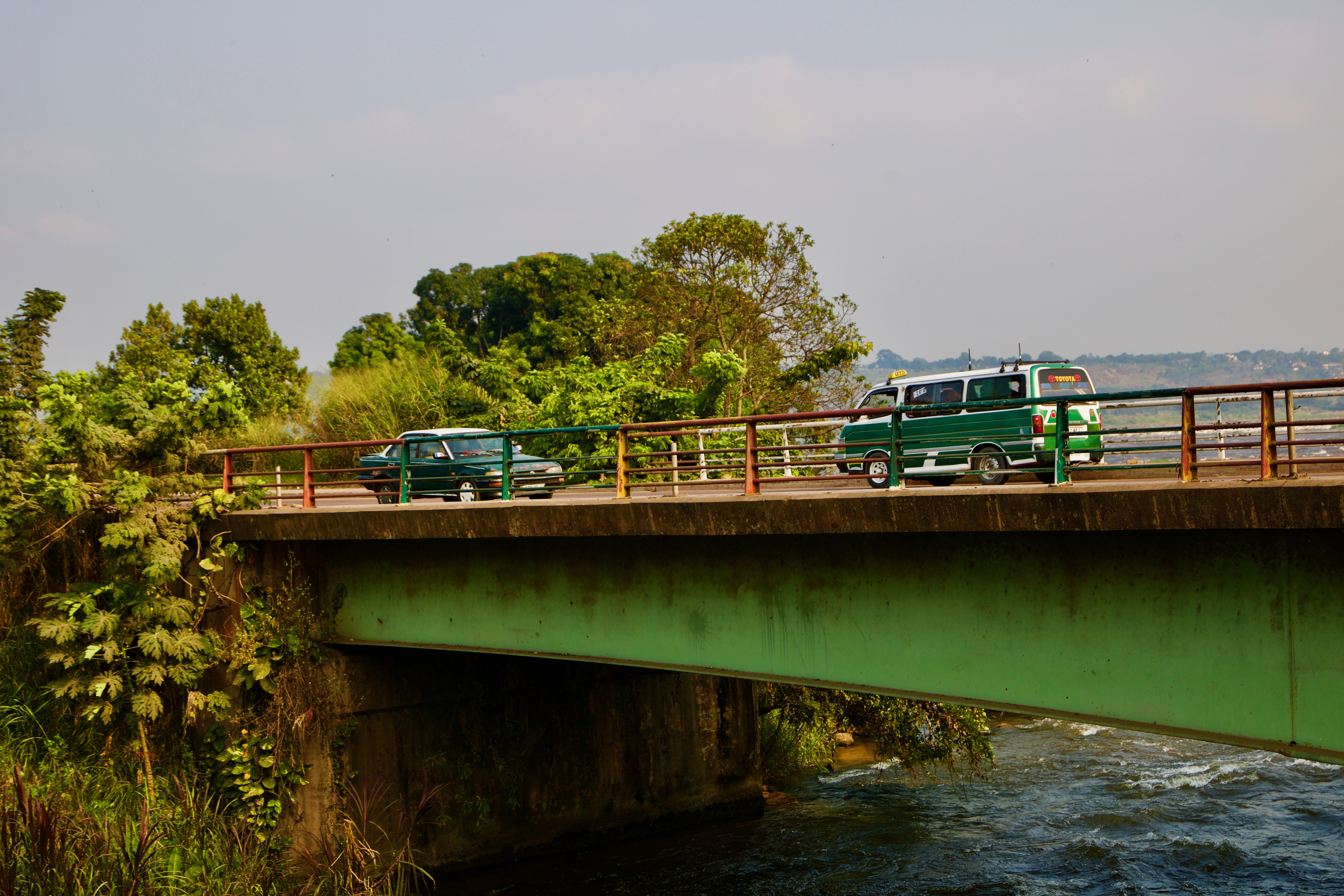
Pont du Djoué.

Es el primer distrito de Brazzaville, el más poblado y el de mayor superficie. Abarca la periferia sur de la ciudad en ambas orillas del Djoué. El puente de Djoué permite a los habitantes cruzar de una orilla a otra. El actual alcalde es Maurice Morel Kihounzou.

### Bacongo
Antiguo distrito, uno de los primeros con Poto-Poto, alberga el mayor mercado de la ciudad: el mercado Total. Incluye el antiguo Bacongo (distrito de Dahomey) y distritos más recientes (como Bacongo-moderne o Mpissa). Bacongo es el barrio donde nació el SAPE, con la avenida Matsoua como "corredor de la moda". Sus calles y avenidas llevan el nombre de grandes hombres franceses: Augagneur, Surcouf, Guynemer, y otros. L'Avenue des 3 francs es un recordatorio del tributo pagado por los colonizados a los colonos hace más de un siglo.
En Bacongo se encuentra la Case de Gaulle, construida por el arquitecto Roger Erell, que fue la residencia de Charles de Gaulle durante la Segunda Guerra Mundial. En la actualidad, este magnífico edificio con vistas al río Congo, rodeado de grandes jardines, es la residencia del embajador francés en el Congo. 
En Bacongo se encuentran también la Saint-Pierre-Claver, y la Notre-Dame-du-Rosaire, obras maestras de la arquitectura franco-congoleña.
Bacongo también ha estado en el centro de todos los disturbios etnopolíticos de Brazzaville desde principios de los años 90. Feudo de Bernard Kolélas y los ninjas (su milicia) durante la conflictos de 1993 y 1997, ha experimentado una destrucción a gran escala, masacres de población y tiende a una homogeneización étnica de su población.

### Poto-Poto
Tercer distrito de la ciudad, y uno de los más antiguos. Se fundó alrededor de 1900 en lugar de las insalubres marismas y la localidad precolonial de Okila. Fue planificada en 1911 por los administradores Latapie y Butel, con un característico plano en forma de damero y con modelos de asignación para los "africanos". En los alrededores de la Maison Commune (1943, arco de Erell.), se conservan algunas cabañas de esta época, hechas de ladrillo y con techos de hojalata a cuatro aguas.
Popular por su heterogénea población procedente de todos los horizontes (malienses, senegaleses, de Kinshasa) y de las etnias del Norte-Congo, Poto-Poto abarca también el centro de la ciudad, sede de las administraciones y los comercios.
Desde 1980 y los desastres de la guerra civil de 1997, han aparecido edificios altos en la parte más antigua, alrededor del Rond-Point de la France Libre inaugurada por Jacques Chirac en 1996. 
No muy lejos, la Sainte-Anne du Congo, restaurada tras los daños causados por los combates, fue inaugurada en 1949. Es el símbolo arquitectónico de la ciudad, junto al estadio Félix Éboué cuya soberbia tribuna monumental (1944) es obra del mismo arquitecto, Roger Erell (1907-1986). La Estación Central de Ferrocarril también está cerca.
En Poto-Poto, fue fundada en 1951 por Pierre Lods, la Escuela de pintores de Poto-Poto, que vio surgir a muchos talentos pictóricos congoleños, como Jacques Zigoma, Marcel Gotène, François Iloki, Eugène Malonga... Esta escuela tuvo a partir de 1952 un público internacional y una notable influencia en las de Dakar y Lubumbashi. Tras un periodo de colapso, tiende a renacer hoy con nuevos talentos.
El viejo Poto-Poto, en torno a la calle Mfoa, fue bellamente evocado por el escritor congoleño Tchicaya U Tam'si en su novela "Ces fruits si doux de l'arbre à pain".

### Moungali
Cuarto distrito de la ciudad. Muy comercial, está pavimentada con numerosos bares y discotecas, especialmente a lo largo de la Avenue de la Paix. 
Incluye los distritos de O.C.H, Marché Moungali, Plateau des 15 ans, Batignolles y la zona del Aeropuerto de Maya y Moukondo.

### Ouenzé
Quinto distrito de Brazzaville. Está rodeada por Tsiémé, Moungali, Poto-poto y Talangaï.
Es el sexto distrito de Brazzaville, en la periferia norte de la ciudad. Por tamaño de la población, es la segunda después de Makélékélé. Talangaï, en lingala, significa mírame (de Tala, mira y Ngai, yo).
Uno de sus barrios, Nkombo, alberga la televisión pública.
En Talangaï se mezclan villas nuevas y viviendas precarias e insalubres, sobre todo en los barrios de Simba-Pelle y Ma-Mboualé.

### Mfilou
Séptimo distrito de la ciudad. Abarca la periferia noroeste de la ciudad. 
Su actual administrador-alcalde es Albert Samba.
El distrito de Ngamaba pasó de la Región del Pool a la comuna de Brazzaville en 1984.

### Madibou
El distrito 8, Madibou, es uno de los últimos creados,  el 17 de mayo de 2011. Tiene una superficie de 80.45 km².

### Djiri
Djiri es el último y noveno distrito de Brazzaville. Creado el 17 de mayo de 2011, tiene una superficie de 83,46 km². Djiri se encuentra al norte de Brazzaville.

## Ciudades hermanadas
- Dakar (Senegal)
- Dresde (Alemania)
- Kinsasa (República Democrática del Congo)
- Reims (Francia)
- Washington D. C. (Estados Unidos)